# Min (Deset kraljevstava)
Kraljevstvo Min (kineski: 閩國 / 闽国, pinyin: Mìn Guók) je bila poluneovisna država koja je postojala na jugozapadnoj obali Kine u razdoblju neposredno nakon pada dinastije Tang, odnosno jedno od Deset kraljevstava. Nalazila se u planinskom području današnje kineske pokrajine Fujian, a sjedište joj je bio grad Fuzhou (福州). Nastala je 909. godine kada ju je osnovao tadašnji upravitelj Wang Shenzhi (王审知). Odnos prema središnjoj carskoj vlasti na sjeveru Kine, koja je obilježena kratkotrajnim dinastijama, je varirao. Godine 933., Wang Shenzhijev sin, Wang Yanjun, proglasio se carem, te je Min postala i de facto neovisna država. No, ta neovisnost nije dugo trajala. Godine 943., jedan od Wang Shenzhijevih sinova je podigao ustanak i proglasio novu državu Yin. Vlast je pozvala trupe Južnog Tanga da joj pomognu ugušiti pobunu, ali su one umjesto toga jednostavno anektirale pobunjenički teritorij. Pokušaj saveza s državom Wuyue nije uspio, te je dvije godine kasnije Južni Tang anektirao i ostatak države Min.

## Vladari Kraljevine Min909.–945.(uključujući Yin (943.–945.)
| Hramsko ime (Miao Hao)                  | Postumno ime (Shi Hao)                       | Prezime i osobno ime  | Godine vladavine | Prijestolno ime (Nian Hao) s godinama trajanja |
| --------------------------------------- | -------------------------------------------- | --------------------- | ---------------- | ---------------------------------------------- |
| Konvencionalno kineski: prezime, pa ime |                                              |                       |                  |                                                |
| Tàizǔ (太祖)                            | Zhōngyì Wáng (忠懿王)                        | Wáng Shěnzhī\|王審知  | 909. – 925.      | nije postojalo                                 |
| nije postojalo                          | nije postojalo                               | Wáng Yánhàn\|王延翰   | 925. – 926.      | nije postojalo                                 |
| Hùizōng (惠宗)                          | Qísù Míngxiào Huángdì (齊肅明孝皇帝)         | Wáng Yànjūn\|王延鈞   | 926. – 935.      | Lóngqǐ (龍啟) 933. – 935. Yǒnghé (永和) 935.   |
| Kāngzōng (康宗)                         | ne koristi se                                | Wáng Jìpéng\|王繼鵬   | 935. – 939.      | Tōngwén (通文) 936. – 939.                     |
| Jǐngzōng (景宗)                         | ne koristi se                                | Wáng Yánxī\|王延羲    | 939. – 944.      | Yǒnglóng (永隆) 939. – 944.                    |
| nije postojalo                          | nije postojalo                               | Zhū Wénjìn\|朱文進    | 943. – 944.      | nije postojalo                                 |
| nije postojalo                          | Tiāndé Dì (天德帝) (kao car Yina i car Mina) | Wáng Yánzhèng\|王延政 | 943. – 945.      | Tiāndé (天德) 943. – 945.                      |